# Stephanie Überall
Stephanie Überall (* 11. September 1959 in Mülheim an der Ruhr) ist eine deutsche Kabarettistin, die durch ihre Rolle im Kabarettduo Missfits neben ihrer Kollegin Gerburg Jahnke bekannt wurde.

## Werdegang
Überall stammt aus einer Arbeiterfamilie und hat vier ältere Geschwister. Nach der Schule ging sie ein Jahr nach Frankreich. Danach begann sie ein Studium der Germanistik und der Literatur- und Kommunikationswissenschaften, das sie nicht beendete. Nebenher spielte sie in freien Theatergruppen.
1985 gründete sie mit Gerburg Jahnke das Kabarettduo Missfits, das zwanzig Jahre bestand und zu einem der bekanntesten deutschen Kabarettduos wurde. 2004 erhielt sie gemeinsam mit Gerburg Jahnke die Auszeichnung Bürger des Ruhrgebiets. 2005 trennten sich die Missfits.
2010 arbeiteten Überall und Jahnke erstmals nach mehrjähriger Pause wieder zusammen, und zwar an der Produktion Sehnsucht im Oberhausener Ebertbad. 2012 traten sie gemeinsam zu einer Lesung aus ihrem 1996 veröffentlichten Buch Krapf und Krömmelbein auf.

## Filmografie
- 1997: Die Oma ist tot (Film von und mit Hape Kerkeling)
- 2002/2003: Der Tod ist kein Beinbruch (Fernsehserie)

## Publikationen
- Krapf und Krömmelbein, mit Gerburg Jahnke, Bastei Lübbe 1996, ISBN 978-3404125050.